# Сарыозек (Жетысуская область)
Сарыозек (каз. Сарыөзек) — село, административный центр Кербулакского района Жетысуской области Казахстана. Административный центр Сарыозекского сельского округа. Код КАТО — 194630100.

## История
С 1965 года в Сарыозеке базировалась 68-я ракетная бригада 31-й Оренбургской ракетной армии РВСН (наземные установки ракет Р-2, затем шахтные установки Р-14 «Чусовая»).
С 1967 года здесь базировался 101-й ракетный полк 44-й ракетной дивизии советских войск.
До 2013 года Сарыозек являлся посёлком городского типа.

## Население
| 1939    | 1959    | 1970    | 1979    | 1989    | 1999    | 2009    |
| ------- | ------- | ------- | ------- | ------- | ------- | ------- |
| 6884    | ↗13 266 | ↗13 286 | ↗13 740 | ↗14 587 | ↘12 236 | ↗12 291 |
| 2017    | 2018    | 2019    | 2021    |         |         |         |
| ↗12 545 | ↘12 500 | ↘12 048 | ↗15 359 |         |         |         |

В 1999 году население села составляло 12236 человек (5855 мужчин и 6381 женщина). По данным переписи 2009 года, в селе проживал 12291 человек (5972 мужчины и 6319 женщин).
По данным на 1 января 2016 года население села составляло 13757 человек (6653 мужчины и 7104 женщины).

## Экономика
- Железнодорожная станция Сары-Озек на линии Семей — Алма-Ата, в 93 км к юго-западу от города Талдыкорган.
- Предприятия железнодорожного транспорта.
- Элеватор.
- Цементный завод ALACEM (8км трассы Сарыозек - Коктал[12][13])

## Образование
- Детские сады — 3.
- Школы — 4 (№49, имени Конаева, Сарыозеская, Куренбельская).

## Религия
Ислам — 2 мечети.
Христианство(католицизм) — 1 церковь.

## Улицы
С юга на север проходит трасса А-3(Е40), на восток идёт Р-20.